# N453 (België)
De N453 is een gewestweg in België tussen Oudenaarde en Kerkhove (N8/N36).
De weg heeft een lengte van ongeveer 9 kilometer. De gehele weg bestaat uit twee rijstroken voor beide rijrichtingen samen.

## Plaatsen langs de N453
- Oudenaarde
- Petegem-aan-de-Schelde
- Elsegem
- Kerkhove